# Teresa Stratas
Répertoire
Teresa Stratas (de son nom patronymique Anastasia Stratakis), née le 26 mai 1938 à Toronto, Ontario (Canada), est une soprano légère canadienne. Elle est actuellement retraitée et vit en Floride.

## Biographie
Fille d'immigrants grecs à Toronto, Teresa Stratas interprète des chants folkloriques grecs sur les ondes de la radio canadienne dès l'âge de 13 ans.
Au cours des années 1980, Teresa Stratas part plusieurs fois rejoindre mère Teresa à Calcutta afin de travailler avec elle dans un orphelinat ainsi qu'à Nirmal Hriday de Calcutta.
Les années 1990 la retrouvent dans un hôpital roumain où elle s'occupe d'orphelins malades ou mourants qu'elle lave et dont elle nettoie les lits.
Elle vit actuellement en Floride.
Elle retournera à New York le 25 septembre 2008 pour un entretien journalistique au profit du Metropolitan Opera Guild. Ce sera sa première apparition publique depuis 10 ans.
Elle est officier de l'Ordre du Canada

## Carrière

### La cantatrice
Diplômée du Conservatoire royal de musique de Toronto, Stratas fait ses débuts, à l'âge de 20 ans, en chantant Mimi (Puccini) lors du Festival de l'Opéra à Toronto.
Un an plus tard, en 1959, elle est auditionnée par le Met où elle fait son entrée remarquée. Elle y incarnera la Poussette de Manon peu de temps après. Tout en poursuivant sa carrière au Metropolitan Opera dans des rôles-titres, elle se produira sur les plus prestigieuses scènes internationales : L'Odéon d'Hérode Atticus  d'Athènes où elle chantera le rôle-titre de Nausicaa de la compositrice Peggy Glanville-Hicks en 1961, Covent Garden, la même année, où elle fait ses débuts avec Mimi. En 1962, elle chante pour la première fois devant le parterre de La Scala dans le rôle d'Isabella (l’Atlántida de Manuel de Falla). Elle se produit encore au Théâtre Bolchoï, au Wiener Staatsoper (Opéra d'État de Vienne, Autriche), Au Deutsche Oper Berlin, au  Bayerische Staatsoper de Munich, à l'Opéra de Paris et au San Francisco Opera et enfin, au Festival de Salzbourg en rencontrant partout le même succès.
Elle est considérée comme l'une des meilleures cantatrices du XXe siècle. Son répertoire inclut Zerlina de Don Giovanni, Despina de Così fan tutte, Cherubino et Susanna du Mariage de Figaro, Liù de Turandot, Cio-Cio-San de Madame Butterfly, Micaëla de Carmen, Marguerite de Faust, le rôle-titre de La Périchole, Gretel de Hänsel und Gretel, Violetta de La Traviata.   
   Elle a campé Lisa dans  La Dame de pique, le compositeur dans Ariadne auf Naxos (Ariane à Naxos), le personnage d'Antonia des Contes d'Hoffmann, celui de Mélisande dans Pelléas et Mélisande, et encore celui de Marenka dans La Fiancée vendue.
Elle sera la  Desdemone d’Otello, Mme Lidoine du Dialogues des carmélites et endossera le rôle-titre de Salome. Elle sera tour à tour Lulu, Jenny Smith de Grandeur et décadence de la ville de Mahagonny, une des « premières » du Metropolitan Opera, sous la direction de  John Dexter et Marie Antoinette dans l'opéra du compositeur John Corigliano, Fantômes du Trianon dont elle créera le rôle au Met en 1991. 
Teresa Stratas aura marqué de sa personnalité nombre de personnages illustres de l'opéra. En 1964, elle a été la Sardulla lors de la création de l'opéra The Last Savage composé par Menotti au Met. En 1974, elle est l'éblouissante Salome de l'opéra de Richard Strauss, film réalisé par Götz Friedrich pour la télévision allemande avec l'Orchestre philharmonique de Vienne dirigé par Karl Böhm et qui restera inoubliable. En 1979, à l'opéra de Paris, Pierre Boulez  fera d'elle Lulu dans la première représentation complète de l'opéra du même nom composé par Alban Berg. En 1981, au Metropolitan Opera, elle chante une Mimi qui est toujours considérée comme l'une des meilleures interprétations jamais réalisée. Le 26 septembre 1989, au Met, elle réalise le tour de force d'interpréter les trois rôles pour soprano du cycle des trois opéras composant Il trittico (Le Triptyque) du compositeur italien Puccini. Cette trilogie, d'une longueur inusitée, rarement interprété d'un seul tenant, est particulièrement éprouvante pour la cantatrice. Elle prête tour à tour sa voix à Giorgetta dans Il tabarro (en français, La Houppelande), à Angelica dans Suor Angelica (Sœur Angélique) et à Lauretta dans Gianni Schicchi au cours de la même soirée. Enfin, en 1994, pour la soirée d'ouverture de la saison du Metropolitan Opera, elle chante la Nedda de Pagliacci (Paillasse) aux côtés de Luciano Pavarotti et Giorgetta, donnant la réplique à Plácido Domingo dans Il tabarro.
Tout au long d'une riche et brillante carrière de trente-six ans au Metropolitan Opera, elle est parue 385 fois sur scène dans 41 rôles différents. Elle chanta 27 fois le personnage de Liu (Turandot) entre 1961 et 1995, 27 fois, également, le personnage de Nedda (Pagliacci entre 1963 et 1994) et 26 fois la Mimi (La Bohème) entre 1962 et 1982. Le 9 décembre 1995, elle fait ses adieux au Met avec le personnage de Jenny dans Grandeur et décadence de la ville de Mahagony. Elle est pressentie pour interpréter Marenka dans une reprise de La Fiancée vendue au cours de la saison 1996-1997 mais se retire de toutes les représentations avant la soirée d'ouverture, et, en conséquence ne s'est plus jamais produite au Met.
Alors qu'elle répète Mahagony en 1979, Stratas rencontre Lotte Lenya, la veuve de Kurt Weill, qui lui fait cadeau d'une pile de chansons de son mari non encore publiées et qu'elle avait entassées. Stratas en a enregistré quelques-unes dans deux albums : The Unknown Kurt Weill et Stratas Sings Weill

### L'actrice
Artiste complète au physique avenant, l'actrice Teresa Stratas a interprété plusieurs films d'opéras:
- 1976 Salome
- 1978 Amahl and the Night Visitors
- 1978 La Fiancée vendue
- 1982 La Bohème (1982) - rôle de Mimì, avec José Carreras et Renata Scotto, réalisateur Franco Zeffirelli
- 1982 Pagliacci - rôle de Nedda, avec Domingo, réalisateur Zeffirelli
- 1983 La Traviata - rôle de Violetta, avec Placido Domingo et Cornell MacNeil, réalisateur Zeffirelli
- Cosi fan tutte. Stratas, Edita Gruberová, Luis Lima, Ferruccio Furlanetto, Vienna Philharmonic, dir. Nikolaus Harnoncourt. Mise en scène Jean-Pierre Ponnelle. Deutsche Grammophon
- Jerome Kern, Show Boat. Stratas, Frederica von Stade, Jerry Hadley & Lillian Gish. Ambrosian Chorus & London Sinfonietta, cond. John McGlinn. EMI.
- The Ghosts of Versailles - Stratas, Fleming, Horne, Hagegård, G. Quilico, Berberian, Met Opera, Chef d'orchestre James Levine. Disponible uniquement aux États-Unis ou sur Amazon.com

## Prix et récompenses
- Grammy Awards & nomination aux Grammy :

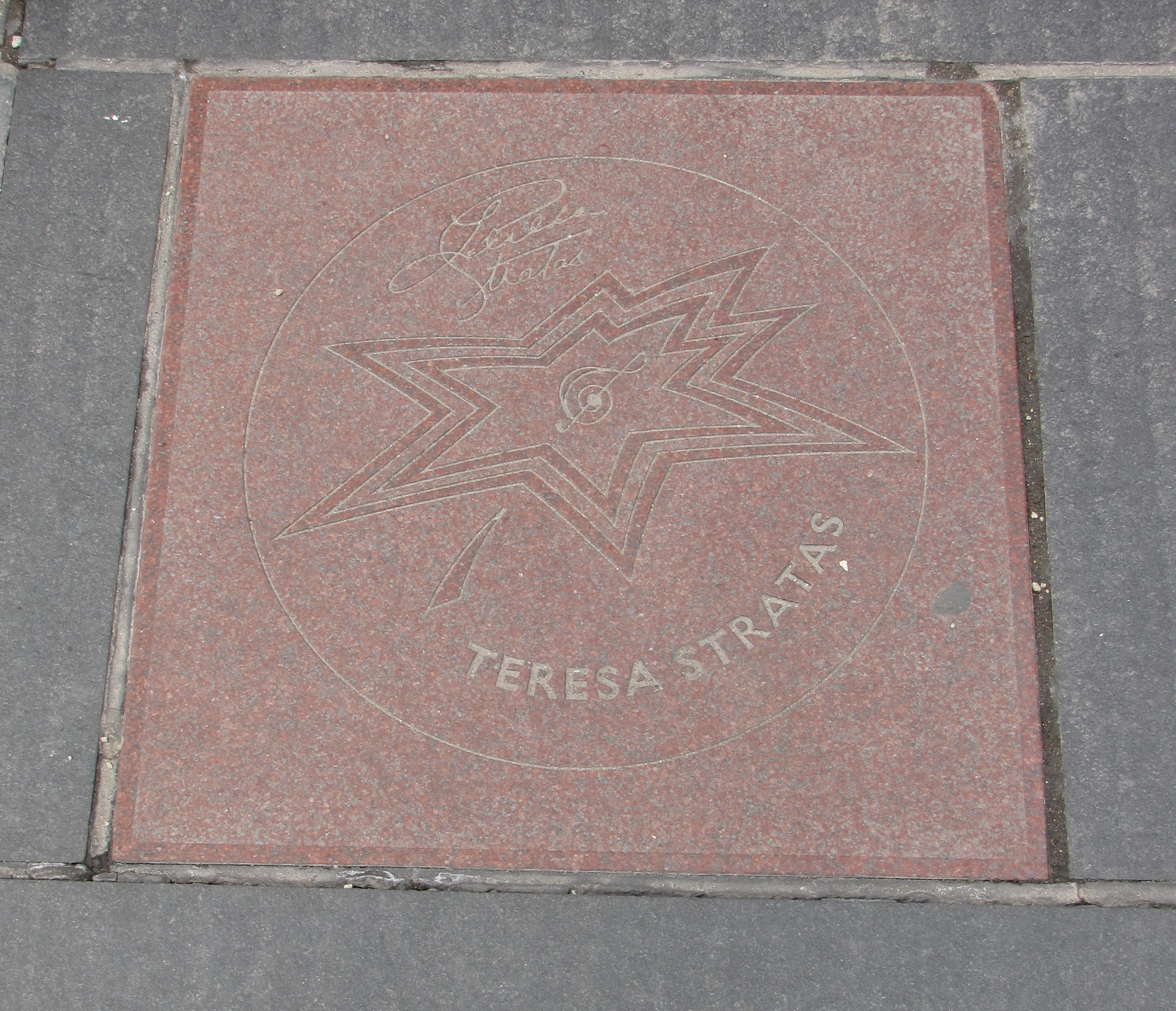
Stratas sur l’Allée des célébrités canadiennes

  - Grammy Award du Meilleur Enregistrement d'Opéra et Grammy Award du Meilleur Album de Musique Classique pour Lulu d'Alban Berg (1981)
  - Grammy Award du Meilleur Enregistrement d'Opéra pour La traviata de Verdi(1984)
- Drama Desk Award de la plus remarquable actrice musicale pour Rags (1987)
- Nommée aux Tony Award Pour la meilleure actrice musicale pour Rags (1987)
- Officier de l'Ordre du Canada 1972)
- Artist de l'Année, Canadian Music Council 1980)
- Membre Honoraire de l'Université McMaster (1986)
- Membre Honoraire de l'Université de Toronto (1994)
- Membre Honoraire de l'Eastman School of Music (1998)
- Membre Honoraire de l'Université York (2000)
- Son étoile de star figure sur l'Allée des célébrités canadiennes (2001)
- MasterWorks Lauréate pour son interprétation du personnage de Lulu (Alban Berg)(2005)

## Discographie (sélective)
- Alban Berg's Lulu Stratas, Yvonne Minton, Hannah Schwarz, Franz Mazura, Kenneth Riegel, Robert Tear, Orchestre de l'Opéra de Paris, Chef d'orchestre Pierre Boulez. (Deutsche Grammophon, 1981)
- Teresa Stratas - The Unknown Kurt Weill Nonesuch 79019
- Stratas Sings Weill, Nonesuch 79131
- September Songs: The Music of Kurt Weill (1997, Sony Classical)
- Verdi, La traviata. Stratas, Fritz Wunderlich, Hermann Prey. Chef d'orchestre Giuseppe Patané. (Orfeo, 1965, live)
- Peggy Glanville-Hicks: Nausicaa, Ectraits de l'Opéra. Stratas, Athens Symphony Orchestra & Chorus
- Jerome Kern, Show Boat. Stratas, Frederica von Stade, Jerry Hadley & Lillian Gish. Ambrosian Opera Chorus & London Sinfonietta, cond. John McGlinn. EMI.

## Filmographie (sélective)
Aux films mentionnés ci-dessus, on peut rajouter un documentaire sur Stratas :
- Stratasphere: Portrait of Teresa Stratas (1989)

## Sources
- « Teresa Stratas Biography at Sony Classical » (consulté le 27 décembre 2009)
- Encyclopédie de la musique au Canada